# Reid Scott
Reid Scott Weiner (Albany, 19 novembre 1977) è un attore statunitense.

## Biografia
Nato a Albany nello Stato di New York, Scott ha frequentato l'Università di Syracuse, prima di trasferirsi a New York per perseguire la carriera di attore. Dopo aver recitato in teatro e in varie pubblicità televisive, Scott ha iniziato a spostarsi tra New York e Los Angeles, lavorando in film e serie televisive, nel 2006 rectai nel film Quel genio di Bickford, mentre nel 2008 prende parte a Amusement - Giochi pericolosi, un film di John Simpson.
Reciterà in varie serie televisive come La vita segreta di una teenager americana dove interpreterà il ruolo del dottor Jeff Zegay, e anche in The Big C nei panni del dottor Todd Mauer. A partire dal 2012 Scott è tra i personaggi principali della serie di HBO Veep - Vicepresidente incompetente, nel ruolo del vicedirettore delle comunicazioni Dan Egan. Nel 2017 recita al fianco di Reese Witherspoon in 40 sono i nuovi 20, mentre nel 2018 ottiene un ruolo nel film Venom.

## Vita privata
Il 21 giugno 2014 Scott ha sposato la sua fidanzata di lunga data Elspeth Keller. La coppia ha due figli, nati rispettivamente nel 2015 e nel 2018.

## Filmografia

### Attore

#### Cinema
- Quel genio di Bickford (Bickford Shmeckler's Cool Ideas), regia di Scott Lew (2006)
- Amusement - Giochi pericolosi (Amusement), regia di John Simpson (2008)
- My Two Fans, regia di Lauren Iungerich (2009)
- Losing Control, regia di Valerie Weiss (2011)
- Beside Still Waters, regia di Chris Lowell (2013)
- Missing William, regia di Kenn MacRae (2014)
- Sister, regia di David Lascher (2014)
- A Better You, regia di Matt Walsh (2014)
- Nei miei sogni (I'll See You in My Dreams), regia di Brett Haley (2015)
- Slow Learners, regia di Don Argott e Sheena M. Joyce (2015)
- Lo stagista inaspettato (The Intern), regia di Nancy Meyers (2015)
- Verità sepolte (The Veil), regia di Phil Joanou (2016)
- Dean, regia di Demetri Martin (2016)
- 40 sono i nuovi 20 (Home Again), regia di Hallie Meyers-Shyer (2017)
- Venom, regia di Ruben Fleischer (2018)
- Under the Eiffel Tower, regia di Archie Borders (2018)
- La legge dei più forti (Black and Blue), regia di Deon Taylor (2019)
- E poi c'è Katherine (Late Night), regia di Nisha Ganatra (2019)
- Venom - La furia di Carnage (Venom: Let There Be Carnage), regia di Andy Serkis (2021)
- Wildflower, regia di Matt Smukler (2022)
- The Idea of You, regia di Michael Showalter (2024)
- Venom: The Last Dance, regia di Kelly Marcel (2024)

#### Televisione
- That '70s Show - serie TV, episodio 5x06 (2002)
- American Dreams - serie TV, 4 episodi (2002-2005)
- Le cose che amo di te (What I Like About You) - serie TV, episodio 1x12 (2003)
- With You in Spirit, regia di Steven Levitan - film TV (2003)
- It's All Relative - serie TV, 22 episodi (2003-2004)
- Scherzi d'amore (Revenge of the Middle-Aged Woman), regia di Sheldon Larry - film TV (2004)
- F2: Forensic Factor - serie TV, episodio 1x07 (2004)
- CSI - Scena del crimine (CSI: Crime Scene Investigation) - serie TV, episodio 5x12 (2005)
- My Boys - serie TV, 49 episodi (2006-2010)
- Bones - serie TV, episodio 2x14 (2007)
- CSI: NY - serie TV, episodio 4x14 (2008)
- Unhitched - serie TV, episodio 1x02 (2008)
- Celebrities Anonymous - serie TV (2009)
- Hawthorne - Angeli in corsia (Hawthorne) - serie TV, episodio 1x08 (2009)
- The Ex List - serie TV, episodio 1x06 (2009)
- La vita segreta di una teenager americana (The Secret Life of the American Teenager) - serie TV, 9 episodi (2009-2010)
- The Big C - serie TV, 10 episodi (2010-2011)
- Mad Love - serie TV, episodio 1x06 (2011)
- Hot in Cleveland - serie TV, episodio 3x14 (2012)
- Best Friends Forever - serie TV, episodio 1x02 (2012)
- Underbelly - serie TV, episodio 1x01 (2012)
- Motorcity - serie TV, 16 episodi (2012-2013)
- Veep - Vicepresidente incompetente (Veep) - serie TV, 65 episodi (2012-2019)
- Ricomincio... dai miei (How to Live with Your Parents (For the Rest of Your Life)) - serie TV, episodi 1x03-1x05-1x06 (2013)
- Perception - serie TV, episodio 2x07 (2013)
- New Girl - serie TV, episodio 4x01 (2014)
- Zoo - serie TV, episodio 1x01 (2015)
- Great News - serie TV, episodi 2x04-2x06-2x08 (2017)
- Will & Grace - serie TV, episodi 10x18-11x02 (2019)
- Why Women Kill – serie TV, 10 episodi (2019)
- La fantastica signora Maisel (The Marvelous Mrs Maisel) - serie tv, 12 episodi (2022-2023)
- Law & Order - I due volti della giustizia (Law & Order) – serie TV, 18 episodi (2024)

#### Cortometraggi
- Passing the Time, regia di Caprice Crane (2007)
- North Bay, regia di Adam Grabarnick (2013)
- Meridian, regia di Curtis Clark (2016)

### Doppiatore
- Motorcity - serie animata, 16 episodi (2012-2013)
- Turbo FAST - serie animata, 39 episodi (2013-2015)
- Nerdland - film d'animazione, regia di Chris Prynoski (2016)

## Doppiatori italiani
Nelle versioni in italiano delle opere in cui ha recitato, Reid Scott è stato doppiato da:
- Giorgio Borghetti in The Big C, Venom, Venom - La furia di Carnage, American Horror Stories, Venom: The Last Dance
- Francesco Pezzulli in It's All Relative, Veep - Vicepresidente incompetente, Will & Grace
- Massimo Bitossi in CSI - Scena del crimine
- Edoardo Andreani in Amusement - Giochi pericolosi
- Edoardo Stoppacciaro in CSI: NY
- Fabrizio Picconi in La vita segreta di una teenager americana
- Massimiliano Manfredi in Perception
- Francesco Venditti in Great News
- Christian Iansante in 40 sono i nuovi 20
- Alberto Bognanni in E poi c'è Katherine
- Diego Baldoin ne La legge dei più forti
- Ruggero Andreozzi in La fantastica signora Maisel
- Raffaele Proietti in The Idea of You
- Alessio Cigliano in Law & Order - I due volti della giustizia